# Ulica Pienińska w Krościenku nad Dunajcem
Ulica Pienińska w Krościenku nad Dunajcem – jedna z ulic Krościenka nad Dunajcem, odchodząca od ulicy św. Kingi na południe, w kierunku Pieninek,  biegnąc między zboczem Polany Toporzysko (po prawej stronie) a zboczem opadającym w kierunku Dunajca.

## Przebieg  i ważniejsze obiekty
Zaraz po odbiciu od ul. św. Kingi po prawej stronie znajduje się budynek Szkoły Podstawowej im. Adama Mickiewicza (Pienińska 2). Pierwsza drewniana szkoła (jednoklasowa) w Krościenku została uruchomiona w 1875 roku. 21 listopada 1906 roku otwarto nową, murowaną 5-klasową szkołę przy ul. Jagiellońskiej 2 i nadano jej imię Adama Mickiewicza. Budowę szkoły znajdującej się w obecnej lokalizacji rozpoczęto w 1965 roku dzięki wsparciu Kopalni Węgla Brunatnego „Konin”. Ta sama kopalnia ufundowała sztandar dla szkoły.
W połowie swojej długości ulica zaczyna wspinać się na zbocze wzgórza Gródek, najbardziej na północny wschód wysuniętego wzgórza Pieninek.
Dom przy ul. Pienińskiej 33 (po lewej stronie, idąc na południe), wybudowany w latach 1933–1935 przez Piotra Matejkę, ojca Aleksandra Matejki, jest ostatnim domem przy asfaltowej części ulicy. Charakteryzuje się tradycyjną, drewnianą, pienińską architekturą. 
Dalej ulica przechodzi w leśną ścieżkę, już na terenie Pienińskiego Parku Narodowego. Ścieżką tą, która prowadzi wąwozem między zboczami górnej części Polany Toporzysko i Zimnej Skały, nie wytyczono obecnie żadnego szlaku, jednak osoby znające drogę mogą tędy dojść do zielonego (i później niebieskiego) szlaku na Czertezik i Sokolicę.
Przy ulicy wybudowano szereg willi mających charakter pensjonatów i kwater prywatnych, m.in.: Willa „Gościnny Próg” (nr 11a).
Ulica wznosi się z wysokości 423 m n.p.m. (odchodząc od ul. św. Kingi) do wysokości 457 m n.p.m.

## Historia
Możliwe, że historia ulicy jest dłuższa niż historia Krościenka nad Dunajcem (które uzyskało prawa miejskie w 1348 roku). Legenda głosi, że właśnie ta droga była szlakiem używanym przez budowniczych i mieszkańców refugium pienińskiego na Zamkowej Górze w połowie XIII wieku. Tędy Święta Kinga uciekała do Zamku Pienińskiego w 1287 roku przed Tatarami plądrującymi południową Polskę.